# Kölnisch Wasser

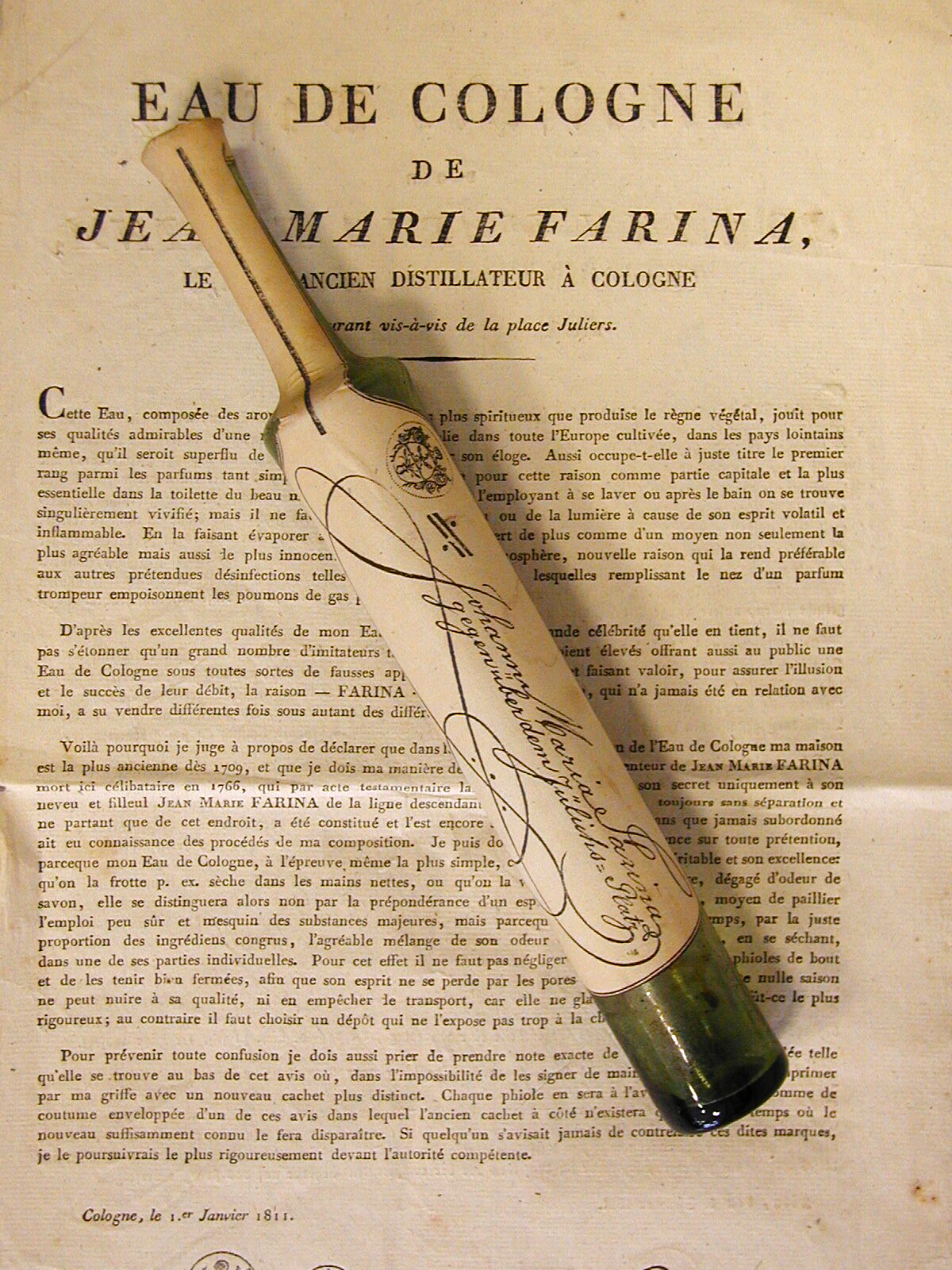
Original Eau de Cologne in einem Rosoli-Flacon

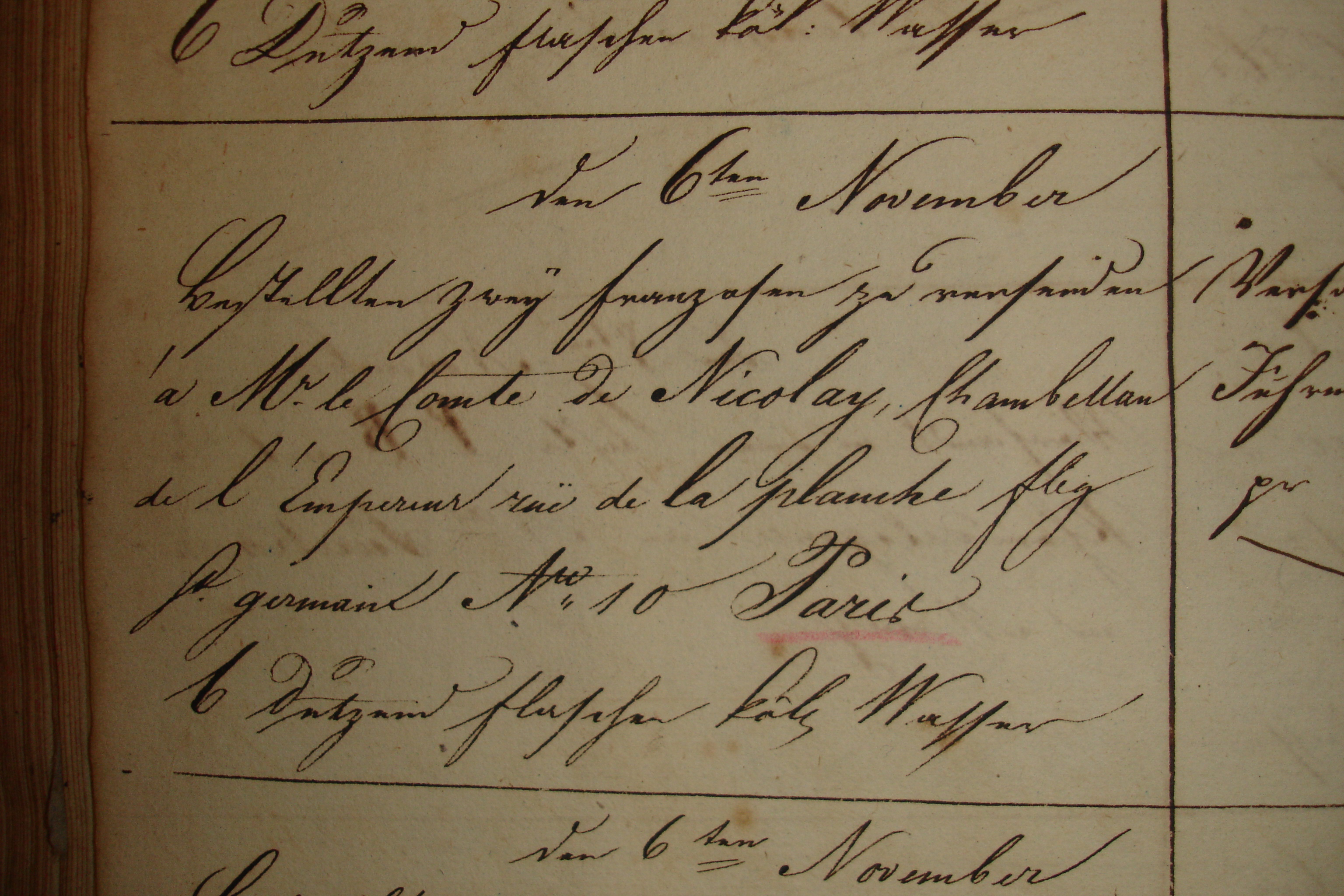
Kölnisch-Wasser-Bestellung für Napoleon (1811)

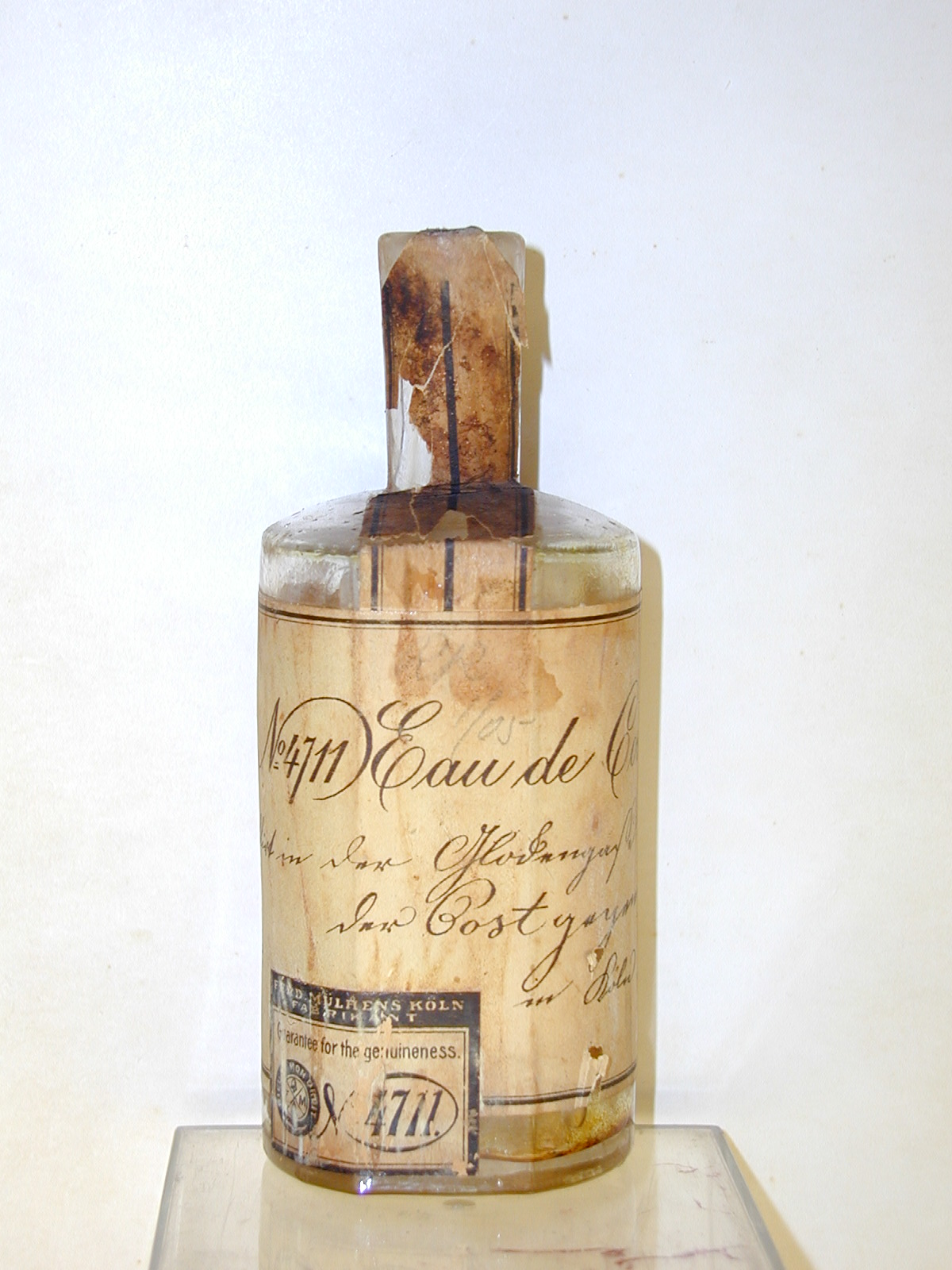
4711-Molanus-Flasche aus dem Jahr 1885

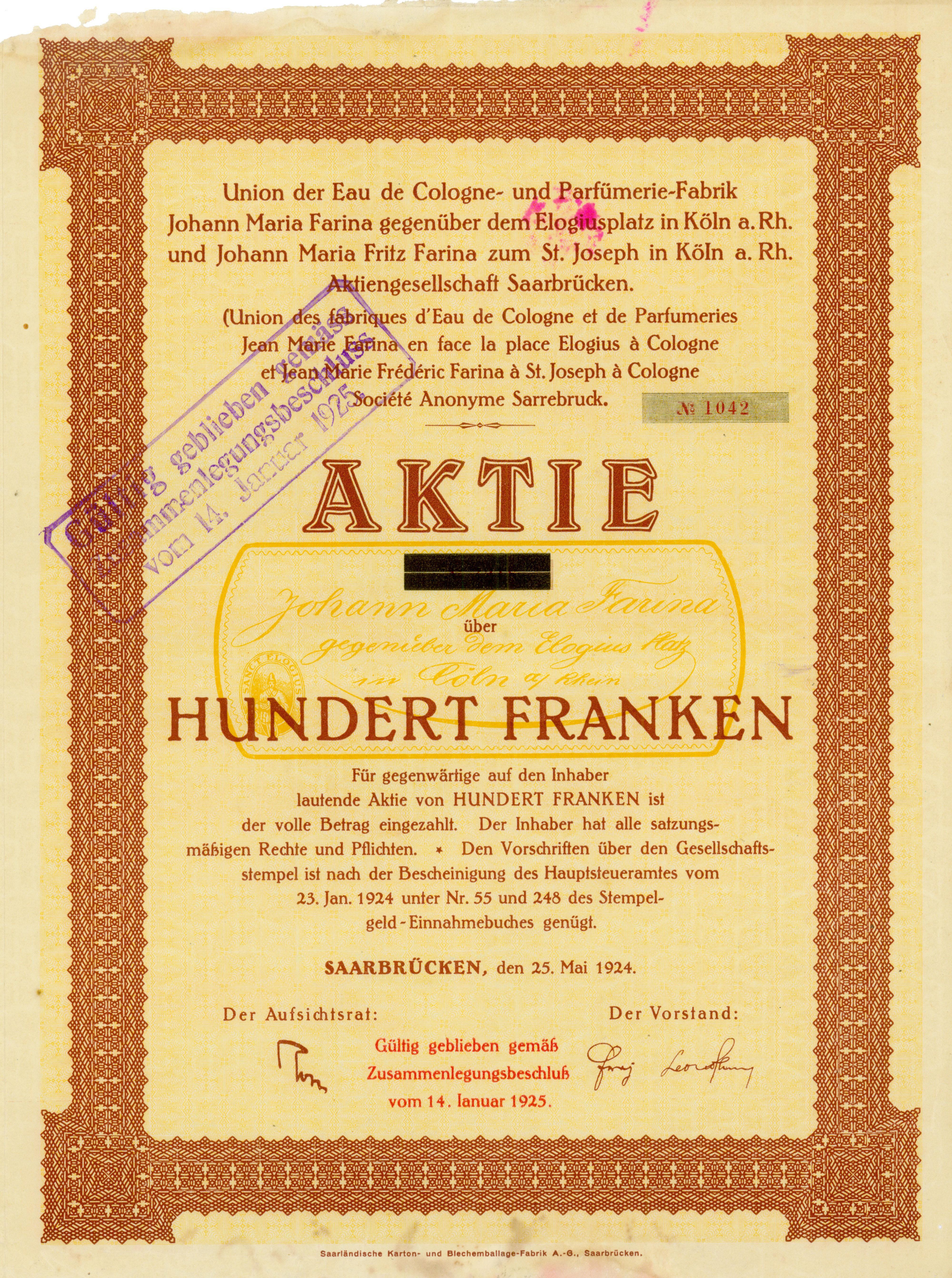
Aktie über 100 Franken der Union der Eau de Cologne- und Parfümerie-Fabrik Johann Maria Farina vom 25. Mai 1924

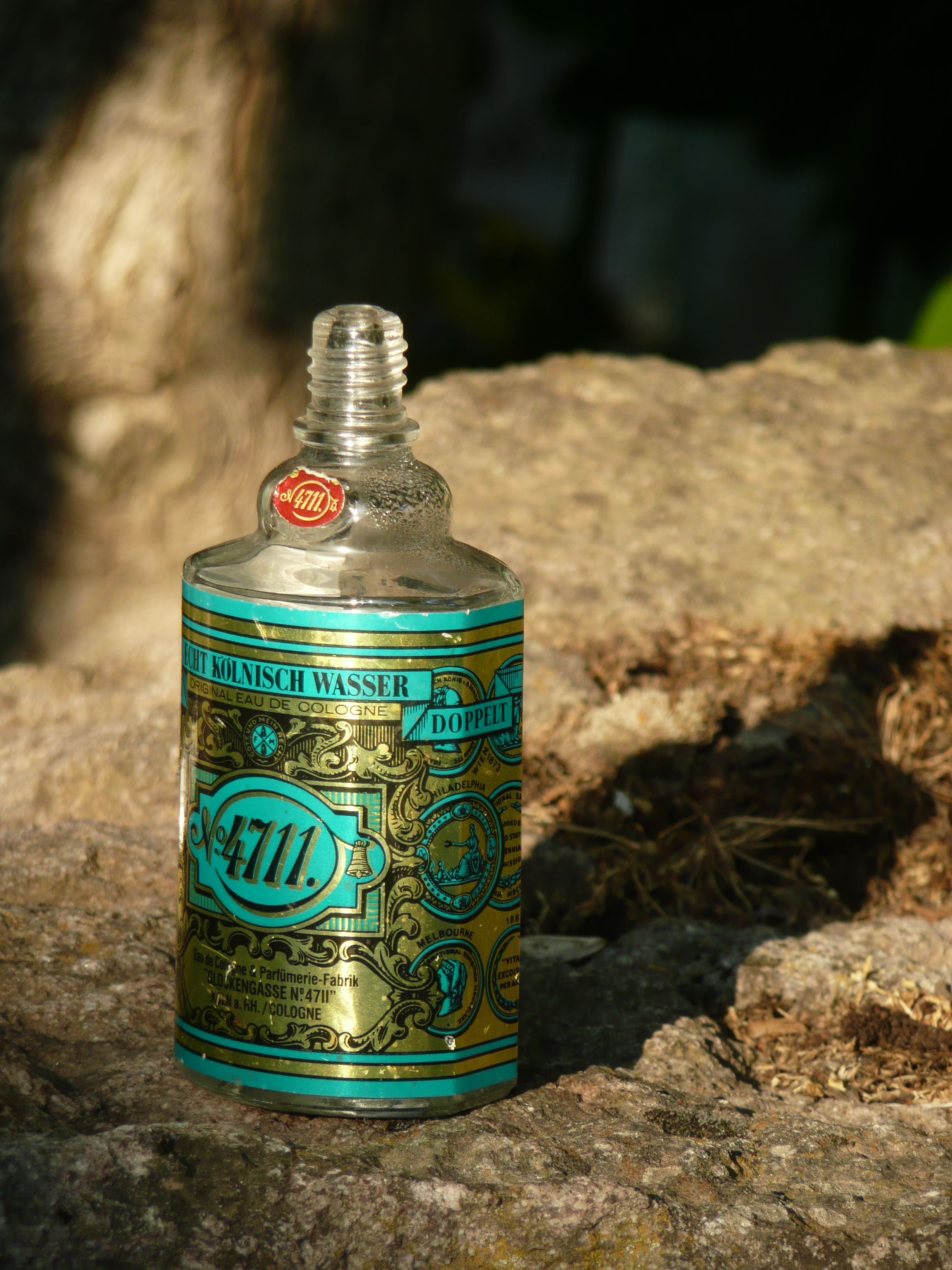
Heutiger (2010) Flacon von 4711

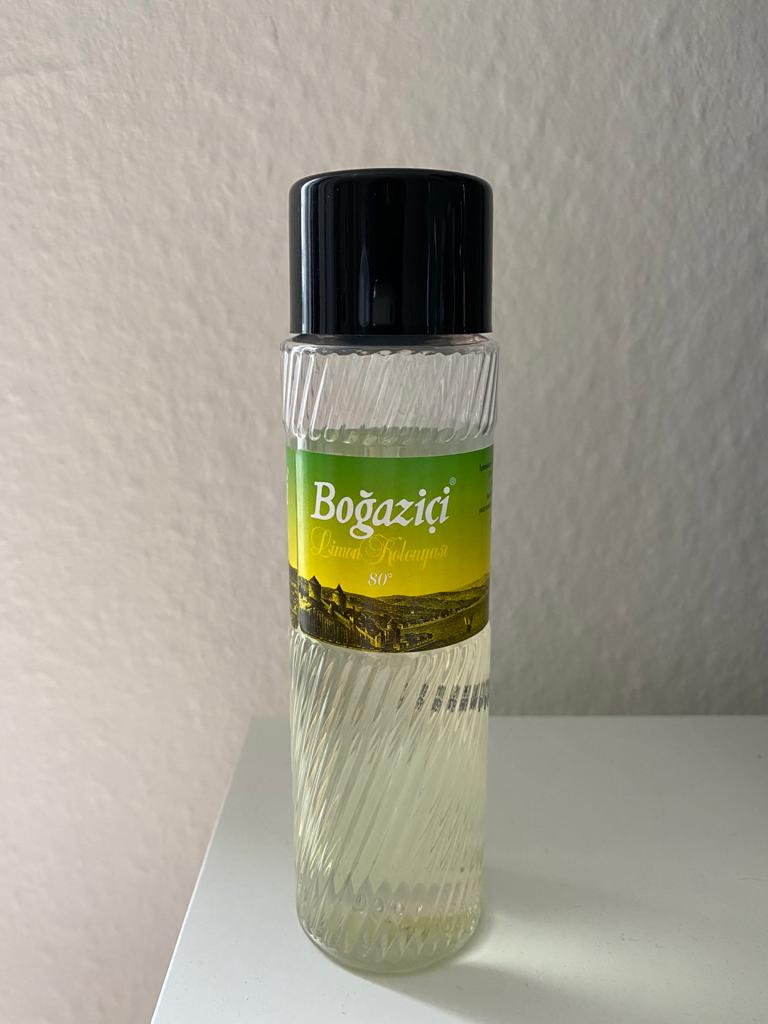
Handelsübliche Flasche Kolonya von 2020

Echt Kölnisch Wasser oder auch Original Eau de Cologne ist die Bezeichnung für ein typisches Kölner Duftwasser. Es wurde zu Beginn des 18. Jahrhunderts entwickelt und dominierte den Parfümeriemarkt bis Ende des 19. Jahrhunderts.
Im Gegensatz zum Eau de Cologne ist Original Eau de Cologne eine beim Deutschen Patent- und Markenamt eingetragene Marke der Kölner Hersteller, während eine Eintragung als Gemeinschaftsmarke vom Harmonisierungsamt für den Binnenmarkt, bestätigt vom EuG, als „beschreibende Angabe ohne Unterscheidungskraft“ zurückgewiesen wurde.

## Geschichte
Ursprünglich aus dem 18. Jahrhundert ist das Eau de Cologne der Firma Johann Maria Farina gegenüber dem Jülichs-Platz. Der italienische Parfümeur Johann Maria Farina (1685–1766) schuf 1709 aus Ölen von Zitrone, Orange, Bergamotte, Mandarine, Limette, Zeder und Pampelmuse sowie Kräutern ein Duftwasser, das er zu Ehren seiner Wahlheimatstadt Eau de Cologne zum ersten Mal in einem Brief von 1742 so benannte. Das Haus „Farina gegenüber“ übernahm damit die Herkunftsbezeichnung, die französische Offiziere dem Eau Admirable beigegeben hatten, und wurde so zum Erfinder des „Kölnisch Wasser“, das noch heute von der Firma in unveränderter Rezeptur hergestellt wird.
Kölnisch Wasser entwickelte sich in den folgenden Jahrzehnten zu einem kommerziellen Erfolg; es wurde sehr bald von Köln aus in ganz Europa verkauft. Zu seinen Benutzern zählten Ludwig XV., Napoleon Bonaparte und Wolfgang Amadeus Mozart. Voltaire nannte es ein Duftwasser, das den Geist inspiriere, und Johann Wolfgang von Goethe bewahrte in Schreibtischnähe mit Eau de Cologne getränkte Taschentücher auf. Beau Nash und Beau Brummel machten es im ausgehenden 18. und beginnenden 19. Jahrhundert in Großbritannien zum dominierenden Herrenduft.
Kölnisch Wasser war verglichen mit Parfüms vergleichsweise preisgünstig. Wohlhabende Personen benutzten es in großen Mengen, aber es war preiswert genug, um auch von Personen der Mittelschicht in Maßen verwendet zu werden. Friseure wie Apotheker führten es unter ihren Waren. Es wurde ursprünglich fast nur von Männern getragen, in Großbritannien setzte es sich erst ab 1830 als Duft für beide Geschlechter durch.
Das weltweit bekannteste Original Eau de Cologne ist die Marke 4711, deren Name der ehemaligen Hausnummer des Stammhauses der Firma Muelhens GmbH & Co. KG in der Glockengasse entnommen ist. Es wurde seit Anfang des 19. Jahrhunderts von Wilhelm Mülhens in Köln hergestellt. Am 12. Dezember 2006 hat das Parfüm- und Kosmetikunternehmen Mäurer & Wirtz die Marke 4711 von der zum Konzern Procter & Gamble gehörenden Muelhens GmbH & Co. KG übernommen. Beide Kölnisch Wässer aus Köln zählen zu den ältesten heute noch hergestellten Parfüms der Welt.
Ein Beispiel für einen historisch bedeutenden Kölnisch-Wasser-Produzenten außerhalb Kölns ist Maria Joseph Farina (* 3. Dezember 1785; † 19. Januar 1864), der nach Paris auswanderte und dort ab 1806 unter dem Namen Jean Maria Farina, Paris zum ersten Mal ein „Véritable Eau de Cologne“ produzierte. 1862 übernahm die im selben Jahr von Armand Roger und Charles Gallet gegründete Parfümfirma Roger & Gallet die Pariser Firma und wurde so zum Wettbewerber im Eau-de-Cologne-Markt. Mittlerweile zur L’Oréal-Gruppe gehörend, ist es noch heute erhältlich.

## Kölnisch Wasser in der Türkei
Kölnisch Wasser ist ein sehr wichtiger Bestandteil der türkischen Kultur. Sultan Abdülhamid II. begann gegen Ende des 19. Jahrhunderts das in Europa bekannt gewordene Eau de Cologne zu importieren. Anfangs nutzten es nur die Sultane in ihren Palästen. Der Leibarzt von Sultan Abdülhamid stellte jedoch die effektive Wirkung vom stark alkoholhaltigen Eau de Cologne gegenüber Bakterien fest und schlug dem Sultan daher vor, es der gesamten Bevölkerung zugänglich zu machen. 1882 gründete Ahmet Faruki Bey die erste ıtriyat fabrikası (Parfümfabrik) des Osmanischen Reiches. Dort wurde die Produktion von Eau de Cologne aufgenommen. Die Bevölkerung nannte das Duftwasser Odikolon, später wurde die Bezeichnung Kolonya eingeführt, die noch heute gebraucht wird. Das Kolonya wurde im Osmanischen Reich immer beliebter. Ursprünglich kam das Eau de Cologne mit einem Rosenduft in das Osmanische Reich. Durch die relativ günstigen Verkaufspreise konnten sich Bürger aus allen Gesellschaftsschichten das gutriechende Kolonya leisten. So wurde es ein Muss für jeden Haushalt.
Immer mehr Kolonyafabriken wurden gebaut, und so vergrößerte sich auch die Auswahl an verschiedenen Duftsorten. Das beliebteste Duftwasser ist dasjenige mit Zitronenaroma. Mittlerweile sind über 190 Duftsorten erhältlich, von Schwarztee über Olive zu Limetten. Bekannte Hersteller sind die DEVA Holding (mit dem Produkt Boğaziçi), Eyüp Sabri Tuncer und Tariş. Traditionell wird bei Besuch den Gästen Kolonya angeboten, sobald sie das Haus betreten haben. Auch Kranken werden Gesicht und Hände damit gereinigt. Diese Gesten sind ein fester Bestandteil der Gastfreundschaft der Türkei und werden heute noch so praktiziert.

## Kölnisch Wasser in Spanien
In Spanien erfreut sich Kölnisch Wasser heute großer Beliebtheit. Als die Verfügbarkeit von Alkohol aufgrund der Mangelwirtschaft in den 1930er Jahren zurückging wurde anstatt hochprozentigerer Parfüms zunehmend mehr Kölnisch Wasser produziert, da dieses weniger Alkohol (Ethanol) enthält. Auch als sich die Wirtschaftslage nach dem Zweiten Weltkrieg wieder besserte blieb das Kölnisch Wasser weiterhin beliebt und hält sich bis heute als ein Bestandteil der Spanischen Kultur.